# Torricella (Fossombrone)
Torricella è una frazione di Fossombrone, in provincia di Pesaro e Urbino, nelle Marche. Sorge a 363 m s.l.m. nella valle del Tarugo. È uno degli undici castelli storici della città.

## Geografia fisica
Situata nella valle del torrente Tarugo, sulle pendici del Monte Paganuccio, a sud-ovest rispetto al capoluogo comunale; il nucleo antico (castello) è situato su uno sperone roccioso.

## Storia
Fu un castello a lungo conteso nel medioevo, tra Cagli e Fossombrone, fin dall'origine del borgo sotto alla rocca (XIII secolo), per la felice posizione strategica, posta a controllo di una valle che permetteva di aggirare il Monte Paganuccio per arrivare a Cagli, rappresentando così un'alternativa alla Via Flaminia. Il castello fu il cuore di un feudo amministrato dalla famiglia che poi si trasferì, sul finire del XV secolo, a Fossombrone, assumendo il nome Torricelli, la quale mantenne il feudo fino agli inizi del XX secolo. Quando Fossombrone venne acquisita dal duca Federico da Montefeltro, anche Torricella si trovava sotto il controllo forsempronese. A cavallo tra gli anni cinquanta e sessanta dello stesso secolo, tornò temporaneamente sotto il controllo malatestiano, grazie alla sobillazione della popolazione, da parte di emissari di Sigismondo Pandolfo Malatesta, per aizzare i castelli forsempronesi contro la città e destabilizzare dall'interno il ducato feltresco. Con la definitiva caduta di Sigismondo Pandolfo, il castello tornò sotto il controllo del Ducato di Urbino. La contesa per il castello tra cagliesi e forsempronesi fu temporaneamente sospesa durante il ducato di Federico e Guidobaldo da Montefeltro.
Agli inizi del XVI secolo, Fossombrone assegnò a Torricella una funzione di controllo sui castelli di San Gervasio e Bellaguardia. Nel medesimo secolo riprese anche la contesa con Cagli, risolta definitivamente sul finire del secolo in favore di Fossombrone, quando il castello contava 124 abitanti.
Agli inizi del XXI secolo, il castello fu oggetto di un programma di recupero comunale, assieme ai privati proprietari delle case, che portò alla riqualificazione degli edifici e degli spazi pubblici.

## Monumenti e luoghi d'interesse
Rocca

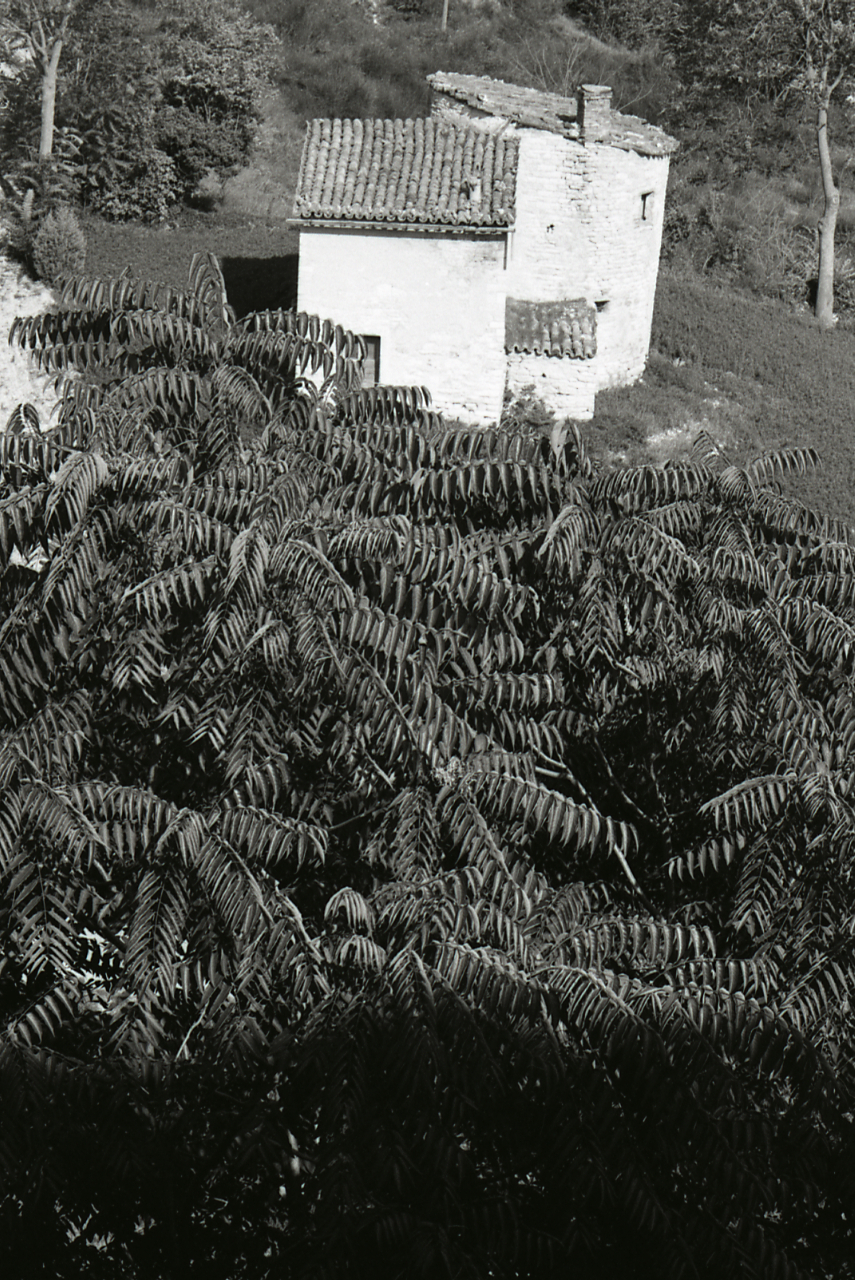
Il Tombolino in una foto di Paolo Monti del 1981

Ebbe un alto valore strategico nel territorio di Fossombrone. Si trova sul punto più alto del castello, sull'estremità settentrionale, ma ormai ne restano solo alcuni ruderi, come la base di una torre quadrangolare in pietra calcarea di piccolo taglio, che ricorda nello stile i torrioni settentrionali, eretti in età malatestiana (XIII secolo circa), nella rocca di Fossombrone; il che fa pensare ad un coevo intervento anche su questa fortificazione. Però la struttura primitiva dovrebbe risalire all'anno mille, al cui interno doveva trovarsi la residenza del feudatario locale, nella cosiddetta Turricella. Durante il dominio feltresco, pare che non furono apportate modifiche alla struttura. Sono ancora visibili anche piccole porzioni delle mura.
Chiesa di San Nicola
Risalente alla fine del XIX secolo, in stile neoclassico, in sostituzione di una chiesa più antica fuori le mura del castello, che però fu progressivamente abbandonata in quel periodo. È situata all'estremità meridionale del castello, sulla piazza principale, con l'abside e il lato destro a strapiombo sulle mura. La struttura esterna è molto semplice, con una facciata a capanna, ingresso centrale con portale architravato e cornice in laterizio, in asse con questo vi è una finestra centinata e coronata da un arco a tutto sesto. La parte superiore della facciata culmina in un frontone con cornice in mattoni a vista. Le murature sono in pietra calcarea a vista. L'interno è ad aula unica rettangolare, con tre altari (il maggiore e due laterali) e un'abside semicircolare. Il presbiterio è delimitato da balaustra e arco trionfale, conserva un altare maggiore in marmi policromi e su di esso la pala raffigurante Cristo crocifisso tra i santi Pietro e Lucia.
Ex chiesa di San Giorgio
L'edificio odierno è adiacente alla chiesa di San Nicola e risale al XV secolo. Sul lato settentrionale si sviluppa l'antica canonica.
Palazzo Fiorelli
Si trova al centro del castello e risale al XV secolo.
Lavatoio
Situato sotto al sito dell'antica rocca, fu eretto agli inizi del XX secolo.
Limonaia
Si tratta di un edificio nella parte settentrionale del castello, fatto erigere da Luigi Fiorelli, verso il 1884.
Il Tombolino
Con questo nome si indicano i resti di un'antica torre circolare di epoca medievale, legata probabilmente al sistema difensivo del vicino castello. Tra XVIII e XIX secolo, all'edificio fu addossata una casa colonica, e i resti della torre furono trasformati in una colombaia. Negli anni trenta del XX secolo, alla casa colonica fu aggiunto un forno.

## Infrastrutture e trasporti
La frazione è raggiungibile da Fossombrone tramite la strada provinciale 40.